# Laurêncio (século VI)
Laurêncio (em latim: Laurentius) foi um oficial bizantino do século VI, ativo no reinado do imperador Maurício (r. 582–602). Homem claríssimo, foi enviado no fim de 598 / começo de 599 para Leôncio na Sicília para entregar-lhe registros do antigo numerário Bonifácio. É citado em duas cartas do período, a primeira de Azimarco (novembro / dezembro de 598), e a segunda de Romano (abril de 599). Em ambas os remetentes solicitam a ajuda de Laurêncio.